# Hugo van Tours (edelman)
Hugo van Tours (geb. ca. 775 – Ticino, 20 oktober 837), ook Hugo de Angstige, was een belangrijke bestuurder en hoveling onder Lodewijk de Vrome en diens zoon Lotharius I. Hij was zoon van Liutfried II van Sundgouw, kleinzoon van hertog Luitfried van de Elzas. Hugo is begraven in Monza.
Hugo had uit zijn familiebezit grote bezittingen in de Elzas. Hij begon zijn loopbaan als graaf van Tours en Sens en voogd van St Julien te Auxerre. In 811 maakte hij met bisschop Haido van Basel en hertog Aio van Friuli, deel uit van een Frankisch gezantschap naar Constantinopel om daar de Pax Nicephori te bevestigen. In 824 leidt hij een veldtocht naar Bretagne en in 826 begeleidde hij keizerin Judith naar de doop van de Deense koning Harald Klak in Ingelheim.
In 827 kreeg Hugo de opdracht om samen met Matfried I van Orléans en Pepijn I van Aquitanië een leger te formeren om een inval in de Spaanse Mark onder leiding van de Islamitische generaal Abu Marwan af te slaan. Matfried en Hugo talmden net zo lang totdat de dreiging voorbij was. Hieraan dankte hij zijn bijnaam. In februari 828 werden hem daarom op een hofdag in Aken al zijn functies ontnomen.
Daarna werd Hugo een van de voornaamste hovelingen van Lotharius I. Hij was een van diegenen die hem aanzetten tot opstand tegen zijn vader. Als straf verloor hij al zijn bezittingen in West-Francië. Om hem daarvoor te compenseren werd hij door Lotharius hertog van Locate (bij Milaan) gemaakt. Hugo kwam in Ticino om bij een aardbeving. Hij liet zijn bezittingen na aan St Johannes de Doper te Monza.

## Huwelijk en kinderen
Hugo was getrouwd met Ava van Morvois. Zij kregen zes kinderen:
- Hugo, overleden voor 835, begraven in San Ambrogio te Milaan
- Irmgard (ca. 805 - Erstein, 20 maart 851), echtgenote van keizer Lotharius I
- Bertha (819 - Avignon, 873), getrouwd met Gerard II van Roussillion
- Adelheid van Tours (ca. 820 - 866), getrouwd met Koenraad I van Auxerre, mogelijk in een tweede huwelijk getrouwd met Robert I van Francië
- Liutfried, in 864 hoveling van Lotharius II
- Berengarius, in 838 overleden toen hij kandidaat was om hertog van Septimanië te worden